# Saltdal
Saltdal is een gemeente in de Noorse provincie Nordland. Het ligt iets boven de poolcirkel. In Rognan, een plaats in de gemeente, is een poolcirkelcentrum. De gemeente telde 4702 inwoners in januari 2017.

## Plaatsen in de gemeente
- Lønsdal
- Rognan
- Røkland
- Storjord

## Geografie
In de gemeente bevinden zich verschillende bergen, meren en rivieren waaronder:
- Het gebergte Saltfjellet met de berg Ølfjellet
- De meren Kjemåvatnet en Nordre Bjøllåvatnet

Verder bevinden er zich het Nationaal park Junkerdal en het Saltfjellet-Svartisen Nationaal Park.
In Rognan, Røkland en Lønsdal zijn stations aan Nordlandsbanen.
Alstahaug · Andøy · Beiarn · Bindal · Bø · Bodø · Brønnøy · Dønna · Evenes · Fauske · Flakstad · Gildeskål · Grane · Hadsel · Hamarøy · Hattfjelldal · Hemnes · Herøy · Leirfjord · Lødingen · Lurøy · Meløy · Moskenes · Narvik · Nesna · Øksnes · Rana · Rødøy · Røst · Saltdal · Sømna · Sørfold · Sortland · Steigen · Træna · Værøy · Vågan · Vefsn · Vega · Vestvågøy · Vevelstad

Fylker van Noorwegen